# رافائلو بونوسی
رافائلو بونوسی (ایتالیایی: Raffaello Bonusi؛ زادهٔ ۳۱ ژانویهٔ ۱۹۹۲ ‏(۳۳ سال)) دوچرخه‌سوار اهل ایتالیا است.
از باشگاه‌هایی که در آن رکاب زده‌است می‌توان به اندرونی جوکاتولی–سیدرمک، روت–آکروس، و اندرونی جوکاتولی–سیدرمک اشاره کرد.